# Invincible (Michael Jackson)
Invincible è il decimo e ultimo album in studio inciso dal cantante statunitense Michael Jackson, pubblicato dalla Sony Music il 30 ottobre del 2001 negli Stati Uniti e il 26 ottobre in Europa.
L'album ebbe una lavorazione travagliata a causa della scelta di Jackson di abbandonare la Sony Music che causò una vera e propria battaglia legale tra l'artista e l'etichetta discografica. A causa del lungo processo di lavorazione l'album ebbe degli alti costi di produzione e si stima che sia costato tra i trenta e i quaranta milioni di dollari, il che lo rende l'album più costoso mai realizzato.
L'album ha raggiunto la posizione numero uno in tredici paesi del mondo tra cui gli Stati Uniti, il Regno Unito, l'Australia, la Francia, la Germania e la Svizzera. In Italia raggiunse la posizione numero due. Le vendite totali per l'album sono stimate intorno agli oltre 13 milioni di copie vendute.
Invincible ricevette una sola candidatura ai Grammy Awards del 2002. La canzone You Rock My World venne nominata come Grammy Award for Best Male Pop Vocal Performance, premio poi vinto da James Taylor con la sua Don't Let Me Be Lonely Tonight. L'album non ricevette altre candidature per i Grammy Award del 2002 dato che per essere candidato ad altri premi sarebbe dovuto uscire entro il 25 settembre 2001.
Alla domanda di un giornalista di USA Today che gli chiedeva se riteneva che il successo mondiale di Thriller avesse oscurato gli altri suoi lavori, incluso Invincible, Jackson rispose:
(Michael Jackson, intervista a USA Today, 14 dicembre 2001)
A distanza di anni l'album è stato infatti rivalutato da critica e pubblico e nel dicembre 2009 i lettori di Billboard votarono Invincible come il "miglior album del decennio".

## Descrizione

### Antefatti
Negli anni precedenti l'artista ottenne la propria consacrazione con la pubblicazione degli album Off the Wall nel 1979, Thriller nel 1982 e Bad nel 1987, che ottennero un successo straordinario, e vennero catalogati nella classifica dei dischi più venduti nella storia della musica. I progetti degli anni '90 di Jackson, ovvero Dangerous, il doppio album HIStory: Past, Present and Future - Book I e l'album di remix Blood on the Dance Floor: HIStory in the Mix, pubblicati rispettivamente nel 1991, 1995 e nel 1997, vennero ben accolti da critica e pubblico, che intanto erano in attesa di un futuro ritorno del cantante. Jackson, infatti, verso la fine degli anni '90 aveva confermato l'avvio delle registrazioni del suo decimo album in studio, la cui uscita era prevista inizialmente a novembre del 1999 e, in seguito, spostata all'inizio degli anni duemila.
Pertanto, dato che l'ultimo album in studio di Jackson era del 1995, Invincible era atteso da tutti come "il grande ritorno" di Michael Jackson creando grandi aspettative tra critica e pubblico.
Nel frattempo, dopo l'uscita di HIStory, nel 1996 Jackson si era sposato con la sua amica e infermiera, Debbie Rowe, dalla quale ebbe due figli, Prince nel 1997 e Paris nel 1998. Nel 1997 uscì un album ibrido con 5 inediti e 8 remix da HIStory, intitolato Blood on the Dance Floor HIStory in the Mix. Nel 1996 si imbarcò in quella che sarebbe stata la sua ultima tournée da solista, l'HIStory World Tour, che si concluse con grande successo nel 1997. Nel 1999 divorziò dalla Rowe. Nel 2000 venne premiato ai World Music Awards come Artista del Millennio.

### Produzione
Jackson ha iniziato la registrazione di nuovo materiale per l'album nell'ottobre del 1997 e ha finito le registrazioni con You Are My Life in fase di registrazione solo otto settimane prima dell'uscita dell'album nell'ottobre 2001 - una delle più estese durate di registrazione della carriera di Jackson, assieme a quella per l'album Bad. You Are My Life venne registrata e terminata in tutta fretta poco prima dell'uscita dell'album, e andò a sostituire la canzone Shout, questo perché secondo John McClain, collaboratore e futuro co-esecutore testamentario di Jackson, non c'erano abbastanza ballate nell'album.

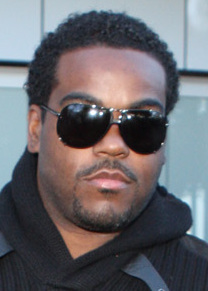
Rodney Jerkins, co-produttore principale dell'album Invincible.

Jackson scelse come produttore principale per l'album Rodney Jerkins, all'epoca salito alla ribalta come produttore di successo di album per artiste del calibro di Whitney Houston, Jennifer Lopez e Destiny's Child. Le tracce con Rodney Jerkins vennero registrate al The Hit Factory di Miami, in Florida. Jackson ricevette credito sia per la scrittura che per la produzione della maggior parte delle canzoni su Invincible. L'album segnò inoltre la terza collaborazione tra Jackson e Teddy Riley, dopo gli album Dangerous e Blood on the Dance Floor.
Tra il 1999 e il 2000, Jackson e Jerkins scrissero, composero e registrarono insieme circa trenta tracce. Il ruolo di Jerkins su Invincible fu simile a quello di Riley per l'album Dangerous, ovvero quello di aiutare Jackson a sviluppare  nuove sonorità. Molti dei pezzi a cui i due lavorarono insieme inizialmente avevano una sonorità simile a quello dell'album Off the Wall, ma Jackson chiese di ri-arrangiare molti dei pezzi spiegando che non voleva rimanere ancorato al passato e che voleva che tutto l'album avesse  sonorità più "futuristico".
Proprio come l'album Dangerous, anche Invincible venne strutturato in due parti con un lato A composto principalmente da collaborazioni con Jerkins con pezzi R&B (come per Dangerous furono quelli New jack swing) e un lato B che conteneva invece tutte le canzoni in "stile Michael Jackson" con sonorità che variavano dal pop, al rock e al soul.
L'album segnò la prima e ultima collaborazione tra Jackson e Carlos Santana, all'epoca tornato al grande successo con l'album Supernatural, che collaborarono insieme alla canzone Whatever Happens. L'attore Chris Tucker registrò invece un ironico intro, assieme a Jackson, per la canzone You Rock My World. Tornarono invece a collaborare con Jackson, R. Kelly, che scrisse la canzone Cry, e Andraé Crouch, che lo aiutò a registrarne i cori, mentre Paulinho da Costa registrò le percussioni. Babyface e Carole Bayer Sager aiutarono invece l'artista a co-scrivere e produrre You Are My Life, mentre venne utilizzato un rap postumo di The Notorious B.I.G. per la canzone d'apertura, Unbreakable. Come tecnico del suono, Jackson volle ancora una volta al suo fianco il fidato Bruce Swedien, che aveva lavorato a tutti i suoi album da solista dell'era Epic/Sony Music.
Il 12 giugno del 2001, l'album era quasi pronto e 15 tracce, su circa 50 registrate, vennero fatte ascoltare in anteprima ad alcuni entusiasti dirigenti della Sony, tra le quali vi erano Unbreakable, Speechless, The Lost Children e Privacy. Nel settembre 2001, Jerkins dichiarò a MTV che, assieme a Jackson, avevano realizzato un album che «farà ballare la gente».
Invincibile divenne il decimo e ultimo album in studio registrato e pubblicato da Jackson in vita.

### Dediche e ringraziamenti dell'album
L'album è dedicato a Benjamin Hermansen, un ragazzo quindicenne di origini africane, pugnalato da un gruppo di neonazisti ad Oslo e ritrovato morto nel gennaio del 2001. La ragione di questa dedica è data dal fatto che un altro giovane ragazzo di Oslo, Omer Bhatti, amico di Jackson, era stato anche uno dei migliori amici di Hermansen fino alla sua tragica morte. Nella sezione dedicata ai ringraziamenti speciali del libretto illustrativo dell'album, si può leggere infatti:
Un'intera pagina del libretto è inoltre dedicata ai ringraziamenti a Carole Bayer Sager che aiutò Jackson con le registrazioni del brano You Are My Life.
Non mancano inoltre i ringraziamenti ai suoi figli, ai suoi genitori e alla cara amica Elizabeth Taylor.
Un ringraziamento speciale è andato anche a Uri Geller, allora suo grande amico, che ha realizzato anche una strana e criptica illustrazione inserita tra le ultime pagine del libretto.

## La copertina

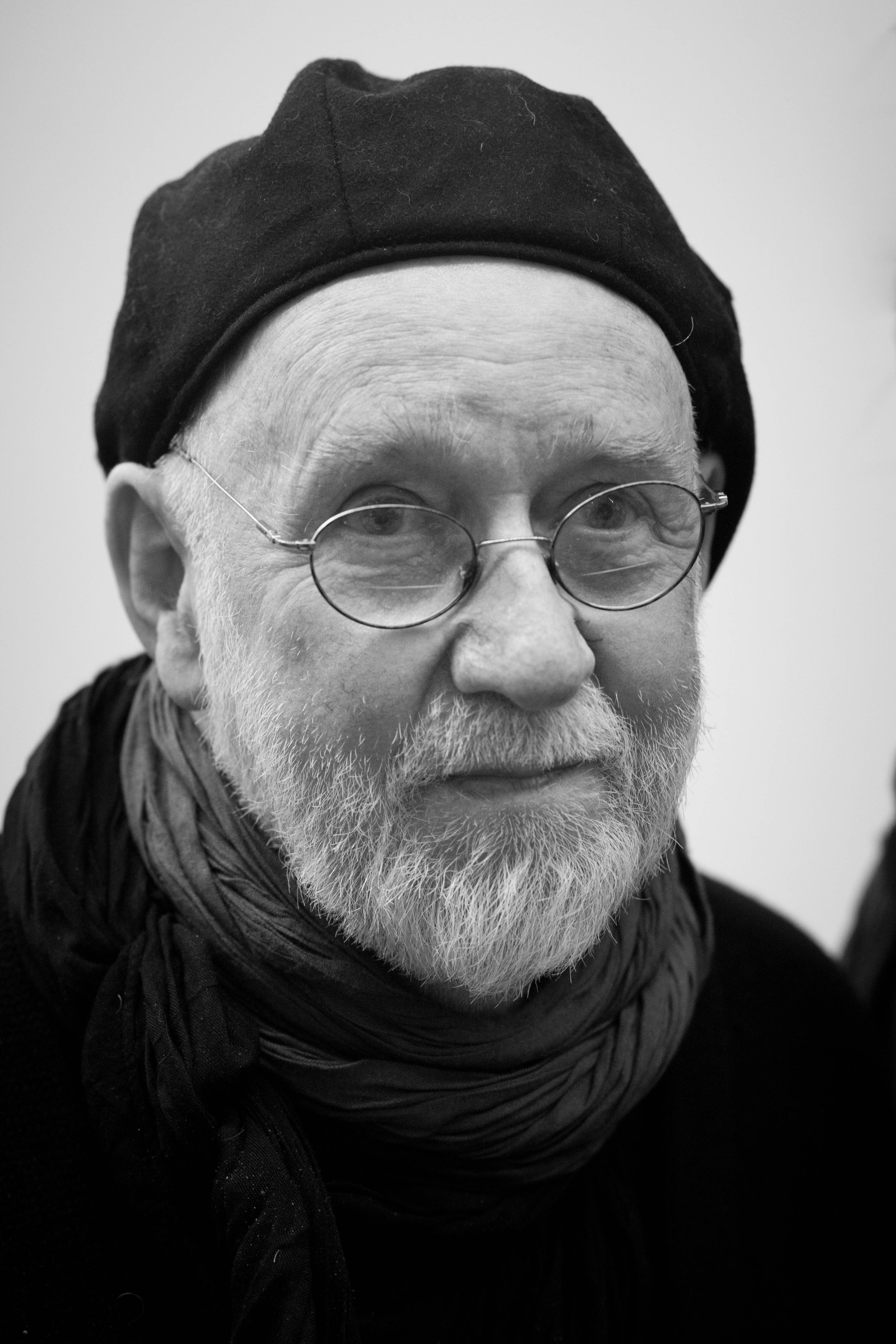
Il fotografo Albert Watson, che ha scattato la foto per la copertina dell'album Invincible.

La foto inizialmente scelta da Michael Jackson per la copertina dell'album era molto diversa da quella definitiva voluta dalla Sony. Come dichiarato dalla truccatrice ufficiale di Jackson, Karen Faye, la versione originale della copertina di Invincible era ispirata dalla foto intitolata "Golden Boy" di Albert Watson del 1990, che rappresentava il primo piano di un bambino col volto e i capelli dipinti color oro. L'intento originale di Jackson per la copertina era stato quello di ricreare l'atmosfera di quell'immagine, con Jackson al posto del bambino. Per questo venne chiamato lo stesso fotografo e Jackson venne fotografato nella stessa posizione con un simile trucco dorato sul volto come quello utilizzato per il famoso scatto. Ai dirigenti della Sony Music, però, la foto non piacque e la modificarono in quella che conosciamo oggi. La truccatrice ha dichiarato su Twitter:
La foto venne infine rielaborata in bianco e nero, col volto di Jackson "ripulito" in fotoritocco da ogni traccia della vernice color oro, e la copertina venne stampata con uno speciale inchiostro color argento. L'occhio e il sopracciglio destro di Jackson vennero pixelati, in modo da dare all'immagine un aspetto futuristico. Per un periodo di tempo limitato, vennero inoltre realizzate 4 copertine di colore diverso, oltre all'originale, rispettivamente di colore rosso, blu, verde e arancione.

## Problemi con l'etichetta discografica
Michael Jackson, già tempo prima della pubblicazione dell'album, informò il capo della Sony Music Entertainment, Tommy Mottola, che lui non aveva più intenzione di rinnovare il suo contratto discografico, firmato nel 1991, che era ormai sul punto di scadere e che prevedeva la progettazione e la produzione di vari album raccolta dell'artista. Per sua risposta, Mottola boicottò tutti i singoli in uscita nel 2002, i video e le varie promozioni inerenti a quest'ultimo album: il frutto dell'azione messa in atto dalla Sony fu di stroncare le vendite dell'album in modo che Jackson, dato che gran parte dei guadagni li aveva dalle royalties sulla vendita dei suoi album, si sarebbe trovato in difficoltà economiche così da restare in Sony. Il budget per un video fu garantito solo per il videoclip del primo singolo, You Rock My World (dove apparivano come cameo anche Marlon Brando, Michael Madsen e Chris Tucker), e per quello più economico di Cry (dove però Jackson non volle apparire), tutti gli altri singoli in progetto furono cancellati, portando alla precoce uscita dalle classifiche di Invincible. Inoltre, a differenza che per i precedenti album dell'artista, nessuna pubblicità venne fatta per promuovere l'album in TV in nessuna parte del mondo.
Inoltre per essere candidato ai Grammy Awards 2002 come Album dell'anno, l'album sarebbe dovuto uscire entro il 25 settembre 2001, ma venne posticipato apposta al 30 ottobre sempre dalla Sony.
A causa di ciò il cantante denunciò pubblicamente Mottola, accusandolo di averlo boicottato perché afroamericano. Jackson lo definì «un demone razzista, che usa gli artisti neri solo per guadagnarci sopra». Affermò inoltre che Mottola aveva dato del «negro grassone» anche a Irv Gotti (collega di Michael). La Sony contestò l'accusa considerandola «strana», visto che Mottola era stato in passato marito della cantante pop meticcia Mariah Carey. Quest'ultima, tirata in causa da Jackson durante una delle manifestazioni contro la Sony, in cui il cantante raccontò ai fan che la Carey lo aveva chiamato in lacrime quando era sposata con Mottola, in un'intervista al programma televisivo Larry King Live sembrò stupita dalle accuse mosse da Jackson.
Nel 2002 Jackson annunciò che Invincible sarebbe stato il suo ultimo album in studio pubblicato sotto la Epic Records. Poco dopo, Mottola fu licenziato.

### Le manifestazioni contro la Sony Music

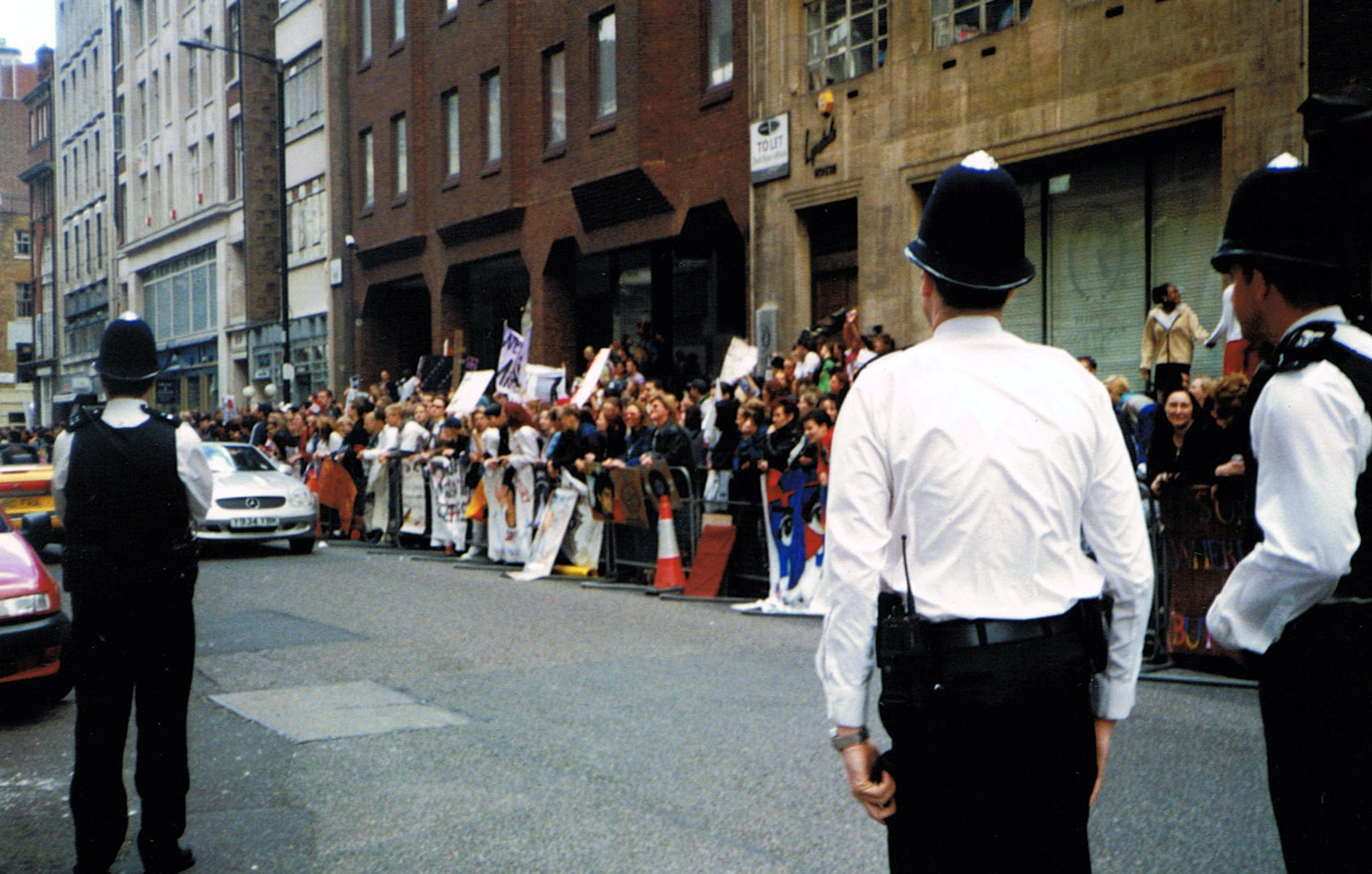
Migliaia di fan di Jackson, giunti da tutto il mondo, manifestano a Londra il 15 giugno 2002 davanti alla sede della Sony Music.

Jackson chiese, e ottenne, il supporto dei suoi fan nella lotta contro la casa discografica, così i suoi fan club organizzarono manifestazioni in tutto il mondo in suo supporto. Le principali e più grandi si tennero a Londra nel giugno 2002 e a New York nel luglio dello stesso anno, entrambe davanti alle rispettive sedi della Sony Music, dove i fan di Jackson, giunti da tutto il mondo, si presentarono a migliaia e con striscioni e slogan chiesero a gran voce che la casa discografica promuovesse l'album Invincible.
Jackson apparve ad entrambe le manifestazioni, col suo entourage, in cima ad un autobus a due piani, di quelli scoperchiati per i turisti, incitando con un megafono i suoi fan ad urlare slogan contro la Sony come «Sony Sucks» (la Sony fa schifo) e «Sony is Phoney» (la Sony è falsa), sporgendosi anche dal bus per afferrare i cartelloni preparati dai suoi fan e per mostrarli al pubblico. Alcuni tabloid dell'epoca criticarono Jackson dicendo che aveva superato ogni limite e che stava incitando i fan alla rivolta solo per un suo tornaconto personale.
Alla manifestazione di New York, Jackson, per paura di ritorsioni da parte della casa discografica, si presentò indossando un vistoso giubbotto antiproiettile sotto la giacca.

## I brani

### Unbreakable
È la canzone che apre l'album, anticipata da un suono simile a un minaccioso ringhio, è una canzone ritmata e in puro stile R&B accompagnata da un'incessante melodia al pianoforte. La canzone è una vera e propria dichiarazione di sfida verso i suoi detrattori, Jackson si definisce «Indistruttibile» mentre canta:

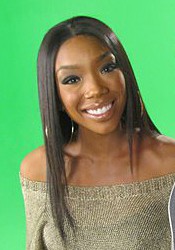
Brandy Norwood appare nei cori della canzone.

Jackson l'avrebbe voluta come primo singolo estratto dall'album accompagnata da un video di 20 min., ma la Sony scelse diversamente. Il verso rap postumo di The Notorious B.I.G. in Unbreakable è estratto dalla canzone You Can't Stop the Reign di Shaquille O'Neal. Unbreakable ha inoltre una leggera somiglianza con Unbelievable dello stesso Notorious B.I.G., contenuta nel suo album di debutto Ready to Die del 1994.
Brandy Norwood ha cantato in alcuni cori di Unbreakable: è possibile infatti sentire la voce di una donna nei cori sul finire della canzone.
La voce di Michael Jackson è stata poi utilizzata come sottofondo in It's Not Worth It, contenuta nell'album Full Moon di Brandy Norwood. La canzone fu precedentemente considerata da Jackson per Invincible, ma poi scartata.
In un'intervista audio online con Anthony DeCurtis di Rolling Stone, Jackson ha esposto il tumulto che ha ispirato Unbreakable:
(Michael Jackson intervistato da Rolling Stone, 2001)

### Heartbreaker
È un pezzo pop con suoni techno in puro stile Jackson, costruito attorno ad un loop di chitarra acustica ben avvolto e digitalizzato, che contiene inoltre i suoi riconoscibili beatbox. Per il suono robotico simile al verso di una rana, Jackson prese spunto dal suono nella canzone Pony di Ginuwine del 1996. La canzone riprende il tema della femme fatale, in questo caso una "rubacuori", ricorrente nei brani di Jackson, e già sentito in suoi pezzi quali Heartbreak Hotel, Billie Jean, Dirty Diana, Who Is It, Dangerous o Blood on the Dance Floor. Contiene inoltre un intermezzo rap del rapper Fats. Gli NSYNC, all'epoca amici di Jackson, che visitarono il cantante in studio ed ebbero modo di ascoltare la canzone in anteprima, si ispirarono ad Heartbreaker per realizzare la loro canzone Pop che, infine, venne, paradossalmente, pubblicata qualche mese prima del più volte posticipato album di Jackson.

### Invincible
La title track dell'album è un altro pezzo R&B con atmosfere Hip hop con un altro rap di Fats, che parla di una ragazza che non si lascia conquistare nonostante tutte le attenzioni e che Jackson definisce appunto "invincibile". Il critico Dean Van Nguyen l'ha descritta così: «la title-track si muove con l'astuzia e l'efficienza di un androide ben programmato, ma senza anima o umanità sotto il guscio esterno cromato».

### Break of Dawn
È il primo lento dell'album, una ballata R&B dove per la prima volta l'artista parla esplicitamente di "fare l'amore" senza usare doppi sensi come in suoi precedenti pezzi, come per esempio in Rock with You. È stata scritta e composta da Jackson insieme ad Elliott Straite, alias Dr. Freeze. Altre due canzoni scritte da Dr. Freeze vennero registrate per l'album, ma infine scartate e realizzate postume dopo la scomparsa di Jackson: A Place with No Name e Blue Gangsta. Break of Dawn era tra le papabili come singolo e Jackson l'amava particolarmente al punto che, una volta riappacificatosi con la Sony nel 2003, chiese che venisse inserita come extra nella sua raccolta di numero uno, Number Ones, nonostante non fosse mai uscita come singolo e di conseguenza non fosse mai arrivata alla numero uno di nessuna classifica.

### Heaven Can Wait
Prima collaborazione dell'album con Teddy Riley, che aveva già lavorato in passato ad altri album di Jackson, è un'altra ballata R&B e un'altra canzone papabile come singolo, il pezzo ricorda le atmosfere dell'album Off the Wall, e la voce di Jackson nei cori è accompagnata da quella di Dr.Freeze e Que. Jackson parla dell'eludere la morte chiedendo agli angeli di poter rimanere sulla Terra con la propria amata.

### You Rock My World

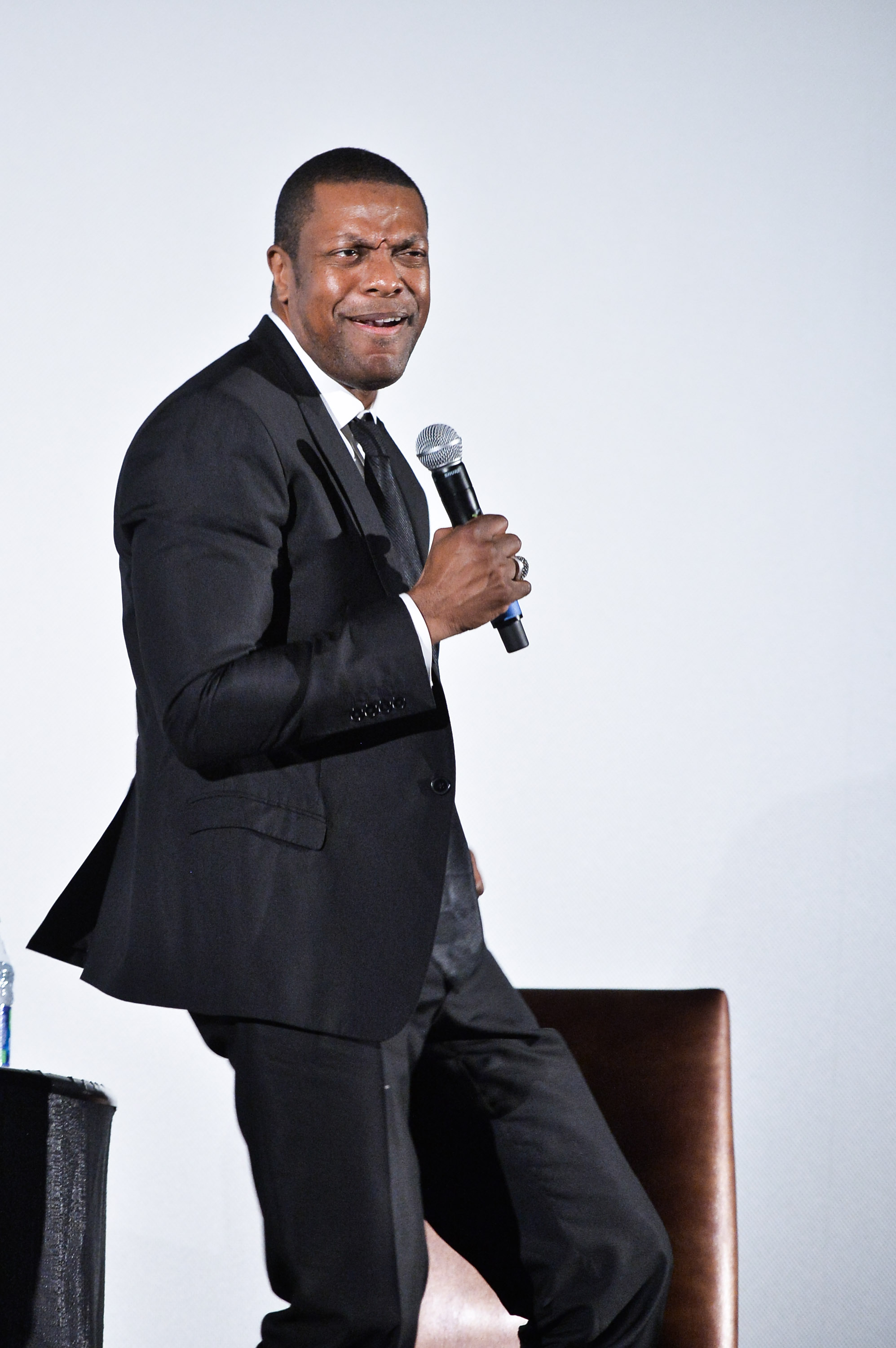
Chris Tucker (qui mentre imita Jackson) è presente nell'intro.

La canzone si apre con un ironico intro parlato tra Chris Tucker e Jackson che commentano il passaggio di un'avvenente ragazza scommettendo se Jackson riuscirà a conquistarla o meno, mentre Tucker imita la voce di Jackson e cita vari tormentoni dell'artista. La canzone è ritmata e ha un giro di basso, un beat e degli archi che ricordano lo stile di Billie Jean o Remember the Time. Ennesima collaborazione con Jerkins, la canzone contiene ritmi simili a precedenti lavori del produttore come le canzoni The Boy Is Mine di Brandy e Monica (1998) e If I Told You That di Whitney Houston (2000), quest'ultimo inizialmente pensato come duetto tra la cantante e Jackson, che alla fine venne sostituito da George Michael.

### Butterflies
È una canzone d'amore R&B volutamente registrata in maniera classica, tant'è che all'inizio è possibile sentire anche il classico fruscio della testina del giradischi. L'intento era proprio quello di citare pezzi del periodo Off the Wall, non a caso è una delle prime canzoni in 20 anni in cui Jackson torna a cantare un intero verso in falsetto proprio come faceva in alcune canzoni di quell'album. Il titolo si riferisce al modo di dire "sentire le farfalle nello stomaco" in riferimento a una forte emozione, in questo caso provocata da una ragazza. Scritta dal produttore Andre Harris e da Marsha Ambrosius inizialmente per il duo neo-soul di quest'ultima, Floetry, Jackson ha adorato la demo realizzando una sua versione della traccia che hanno subito deciso di aggiungere all'album Invincible. La demo originale venne infine aggiunta all'album del duo, Floetic (2002). L'arrangiamento è scarno, con il falsetto di Jackson che fluttua attraverso la delicata orchestrazione. Il critico Dean Van Nguyen l'ha definita «la migliore canzone dell'album», lodando l'interpretazione vocale di Jackson: «La sua voce suona come quella di un cantante incredibile, un'anima tenera, un uomo innamorato. Suona, ancora una volta, come il migliore del mondo».

### Speechless
Questa canzone è una ballata classica con un intro e un finale cantati a cappella, ed è la prima canzone dell'album scritta e composta solo da Jackson senza altri produttori. Parla di un amore platonico che fa sentire l'artista "senza parole" e, a detta di Jackson, era una delle sue preferite dell'intero album ed è stata ispirata dai bambini.

### 2000 Watts

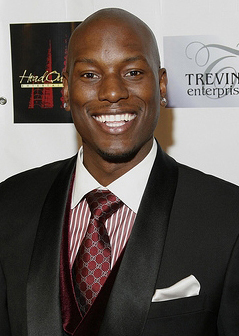
L'attore e cantante Tyrese Gibson ha co-scritto il brano con Teddy Riley.

Scritta inizialmente da Teddy Riley e da Tyrese Gibson per il secondo album di quest'ultimo, con un gioco di parole sulla città natale del cantante/attore, Watts, un quartiere di Los Angeles, Jackson ebbe modo di ascoltarne una demo e se ne innamorò chiedendo il permesso ai due di registrarla per Invincible. I due acconsentirono e l'album di Gibson venne pubblicato nel 2000 col titolo 2000 Watts, nonostante la canzone non fosse più presente. Un pezzo dance sperimentale iper-tecnologico, con un beat di Teddy Riley che, come lo descrisse un critico,«rimbomba come un macchinario hi-tech tenuto insieme da un nastro adesivo», in cui Jackson non fa uso di filtri per la sua voce cantando con una tonalità profonda da baritono mai usata prima. La canzone ha un testo astratto dove probabilmente usa gli strumenti per il suono («bass note, treble, stereo control [...] 3D, high speed, feedback, Dolby») come doppi sensi legati ai rapporti umani («quanto in basso sei disposto a scendere abbastanza da far fluire i tuoi succhi»). La canzone contiene anche delle parti rap di Teddy Riley.

### You Are My Life
È una ballata ispirata dalla nascita dei suoi figli (Prince nel 1997 e Paris nel 1998), co-scritta da Jackson, Babyface e Carol Bayer Sager. Fu terminata e inserita nell'album solo cinque settimane prima dell'uscita e andò a sostituire nella tracklist finale Shout (poi inclusa nel CD singolo di Cry). Jackson parla dell'amore per i suoi figli che sono appunto definiti "la sua vita".

### Privacy
È il secondo brano dell'album, assieme alla canzone di apertura, che tratta il tema dei detrattori di Jackson, in questo caso gli odiati mass media e i paparazzi, rei di violare la privacy dell'artista ai quali canta:
Inoltre nel pezzo Jackson parla anche della morte di un'amica, la principessa Diana, morta in un sospetto incidente stradale nel 1997 dopo essere stata inseguita dai paparazzi, che ne avevano fotografato anche il corpo esanime:

### Don't Walk Away
Una ballata in cui Jackson chiede all'amata di non andarsene via, cantando con un vago stile folk. La canzone è ispirata dallo stile di Tracy Chapman in canzoni come Baby Can I Hold You. Il pezzo passa un po' inosservato all'interno dell'album, schiacciato da un numero di canzoni forse esagerato (ben 16), ma secondo molti critici, se presa come canzone fine a se stessa, sarebbe stata una possibile hit.

### Cry
È il pezzo umanitario dell'album che segue la tradizione ormai consolidata da Jackson sin dall'album Bad con canzoni come Man in the Mirror, Heal the World ed Earth Song. Scritta da R. Kelly, si tratta della seconda e penultima collaborazione con Jackson dopo You Are Not Alone (1995) e che sarà seguita da One More Chance (2003).

### The Lost Children
È una canzone dedicata ai bambini scomparsi e la seconda e ultima dell'album scritta e composta solo da Jackson. L'artista canta:
La canzone non era molto amata dalla Sony, che temeva, dopo le accuse di presunta pedofilia, un nuovo accostamento tra Jackson e i bambini, e fino all'ultimo rischiò di non fare parte della tracklist finale, ma Jackson, che la riteneva una delle sue tre preferite dell'album assieme ad Unbreakable e Speechless, si impose ed ebbe la meglio. L'artista avrebbe voluto pubblicarla come singolo accompagnando ogni CD con foto di bambini scomparsi, un po' come succedeva negli USA con le foto delle persone scomparse messe sui cartoni del latte, ma alla fine non se ne fece nulla.
Contiene un cameo del primogenito di Michael Jackson, Prince, che allora aveva solo quattro anni: alla fine della canzone infatti si sentono due bambini parlare tra di loro, uno dei due è Prince, l'altro è Aldo Cascio (nel libretto dell'album accreditato come "Baby Rubba") uno dei figli di una famiglia di italoamericani amica di lunga data di Jackson. I bambini dicono: Aldo Cascio/Baby Rubba: «It's so quiet in the forest, look at all the trees» («È così tranquillo nella foresta, guarda tutti gli alberi») Prince Jackson: «And all the lovely flowers» («E tutti gli splendidi fiori») Aldo Cascio/Baby Rubba: «It's getting dark, i think we better go home now» («Si sta facendo buio, penso sia meglio andare a casa ora»).
La canzone contiene inoltre dei campionamenti da un episodio del 1962 della terza stagione de Ai confini della realtà intitolato Calcia il barattolo in cui un uomo anziano tornava ad essere bambino, lasciando intendere che il testo parli metaforicamente anche del bambino interiore perduto.

### Whatever Happens

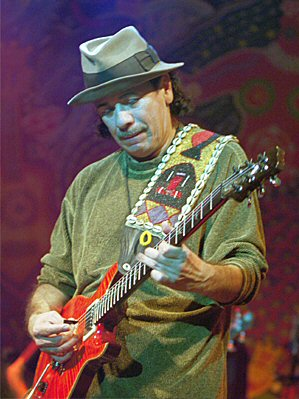
Carlos Santana suona la chitarra in Whatever Happens.

È una collaborazione tra Jackson, voce, e Santana, chitarra e fischio. La canzone ha un'atmosfera latina e morriconiana e racconta la storia di due amanti in una relazione stile Bonnie e Clyde. Sarebbe dovuta essere il quarto singolo estratto, ma infine non venne pubblicata a causa dei problemi con la casa discografica. Gil Cang, co-autore del pezzo, ha dichiarato:
Il fischio all'inizio della canzone è dello stesso Carlos Santana che suona anche la chitarra per tutta la durata del pezzo. Nonostante Jackson e Santana si scambino dei ringraziamenti alla fine del pezzo come fossero nello stesso studio di registrazione, in realtà i due hanno registrato le loro parti in due studi separati.

### Threatened
È un pezzo gothic-pop con sonorità futuristiche e tecnologiche che riprende un'altra tradizione di Jackson dopo i pezzi Thriller, Ghost e Is It Scary, ovvero quello della canzone "dell'orrore". Nel pezzo Jackson ironizza sugli scandali che hanno accompagnato la sua vita e carriera parlando di se stesso come del mostro che terrorizza le persone facendole sentire appunto "minacciate". Contiene un verso rap postumo di Rod Serling ottenuto estrapolando varie introduzioni da narrazioni tratte da alcuni episodi dalla serie televisiva de Ai confini della realtà. L'album si conclude con la frase di Serling:

## Pubblicazione, promozione e vendite

### Pubblicazione
Invincible uscì nel pieno della rivoluzione musicale del nuovo millennio ovvero l'ascesa del file-sharing e del download illegale; milioni di persone avevano iniziato a scaricare musica gratis e le case discografiche erano disorientate e non sapevano come reagire. Il singolo di You Rock My World, la cui uscita era prevista per settembre del 2001, finì illegalmente in rete un mese prima, costringendo la casa discografica ad anticiparne l'uscita ad agosto. Lo stesso avvenne per l'album, che era possibile scaricare in rete già una settimana prima dell'uscita.
Inoltre Jackson dovette fare conto anche di una concorrenza agguerrita: negli anni che separavano il suo ultimo album in studio HIStory da Invincible avevano fatto la loro comparsa sulla scena un'infinità di nuovi personaggi di successo nel mondo del pop tra i quali le Spice Girls, i Backstreet Boys, le Destiny's Child con Beyoncé, Britney Spears, Christina Aguilera, gli NSYNC con Justin Timberlake così come l'esplosione latina portata avanti da Ricky Martin, Jennifer Lopez, Marc Anthony ed Enrique Iglesias.
Invincible uscì inoltre a poco più di un mese dagli attentati dell'11 settembre, pertanto la poca promozione venne ulteriormente oscurata nei media dalle notizie degli attacchi terroristici.
Venne pubblicato in tutto il mondo il 30 ottobre del 2001, in Europa e altri mercati il 26 ottobre, esordendo alla numero 1 della Billboard 200 album chart e vendendo 366 275 copie nella sua prima settimana battendo gli altri nuovi ingressi di Enrique Iglesias e dei Backstreet Boys, che occuparono rispettivamente la seconda e la quarta posizione. In Italia raggiunse la posizione numero 2.
Sebbene l'album abbia esordito al numero 1 in 13 paesi è stato considerato da molti una delusione.

### Promozione
Non fu fatto un tour mondiale per pubblicizzarlo, come era stato fatto con i suoi predecessori, ma solo due concerti evento al Madison Square Garden di New York il 7 e il 10 settembre 2001, chiamati Michael Jackson: 30th Anniversary Celebration - The Solo Years, dove Jackson celebrò i suoi 30 anni di carriera solista con un'infinità di artisti e presentò la sola You Rock My World come estratto dal suo ultimo album. I due concerti mandati in onda dalla CBS fecero oltre 50 milioni di telespettatori, molti più di quanti ne avrebbe fatti un tour (il tour di Jackson di maggiore successo, l'HIStory World Tour, fece 4.5 milioni di spettatori paganti), ma la Sony, in lotta con l'artista, non comprò nessuno spazio pubblicitario durante la messa in onda non facendo di fatto nessuna pubblicità all'album. Jackson pertanto decise di fare da solo e nello stesso mese della messa in onda, novembre 2001, fece una rarissima apparizione pubblica al Virgin Megastore di New York dove incontrò decine di fans e autografò loro l'album. Negli stessi giorni rilasciò interviste esclusive a: TRL di MTV, VH1, Entertainment Tonight e alla TV Guide. Nel 2002 si esibì nel programma per i 50 anni dell'American Bandstand ma, sempre per problemi contrattuali con la Sony, non si esibì in nessun pezzo dell'album Invincible dovendo optare per la canzone Dangerous dell'album omonimo del 1991. Sempre per lo stesso motivo, anche in un'esibizione esclusiva per raccogliere fondi per il partito democratico in presenza dei Clinton all'Apollo Theater di New York il 24 aprile si esibì in 3 pezzi dell'album Dangerous, in piena promozione di Invincible.

### Singoli e video
A causa dei problemi con la Sony Music numerosi singoli, secondo i piani dovevano essere almeno sei, avrebbero dovuto essere realizzati e avere un rispettivo video ma vennero invece cancellati.
You Rock My World, il primo singolo estratto, entrò alla numero 10 nella sua terza settimana nella Billboard Hot 100 singles chart negli Stati Uniti, dove non venne inspiegabilmente realizzato come singolo, ottenendo questo risultato solo grazie ai passaggi radiofonici. Il singolo debuttò invece alla posizione numero 1 in Spagna e in Francia, dove permase per tre settimane, ed entrò inoltre nelle top ten in quasi tutto il mondo arrivando alla numero 2 nel Regno Unito e alla numero 3 in Italia e raggiungendo la posizione numero 2 della Eurochart Hot 100 Singles. Il videoclip della canzone, della durata di oltre 13 minuti, venne diretto da Paul Hunter e, ad accompagnare Jackson, vedeva la presenza degli attori Chris Tucker, Marlon Brando e Michael Madsen. Venne presentato in esclusiva il 26 settembre 2001 su MTV durante "TRL" e su VH1.
Il secondo singolo, Cry, non venne pubblicato anch'esso negli Stati Uniti e andò meglio in Europa dove raggiunse la numero 6 in Spagna, la numero 18 in Italia e la 25 nel Regno Unito. A causa dei dissensi con la Sony, Jackson non apparve nel video del brano che venne diretto dal regista e fotografo britannico Nick Brandt, che aveva già lavorato con Jackson come regista dei video di Earth Song, Childhood e Stranger in Moscow. Butterflies, singolo radiofonico, entrò al numero 14 nella Billboard Hot 100 e raggiunse la posizione numero 2 per 5 settimane sulla Hot R&B/Hip-Hop Songs. Heaven Can Wait non fu mai pubblicata ufficialmente, ma uscì solo con airplay radiofonici piazzandosi alla numero 72 della Hot R&B/Hip-Hop e anche alla numero 77 della classifica inglese.

### Vendite e ritorno nelle classifiche
Invincible vendette oltre 5,4 milioni di copie in tutto il mondo in due mesi e si stima abbia venduto oltre 15 milioni di copie fino ad oggi.
Dopo la morte di Michael Jackson avvenuta il 25 giugno 2009, i suoi album incrementarono esponenzialmente le vendite e di conseguenza anche Invincible ritornò nelle classifiche di tutto il mondo raggiungendo tra l'altro la numero 12 della Billboard Digital Albums Chart, la numero 7 in Francia e la numero 18 in Italia nel mese di luglio 2009.

## Accoglienza

### Critica
| Recensione           | Giudizio |
| -------------------- | -------- |
| AllMusic             |          |
| Rolling Stone        |          |
| Robert Christgau     | A-       |
| Entertainment Weekly | C-       |

Invincible ricevette diverse tipologie di critiche; la maggior parte si incentravano però più sulle dicerie e i pettegolezzi che circondavano l'artista che non sull'effettiva analisi delle tracce dell'album; per esempio, in quella che avrebbe dovuto essere una critica all'album, il critico musicale Alexis Petridis per il The Guardian scrisse un lungo elenco di dicerie sull'artista, come: «Le stranezze in corso dell'autodefinitosi Re del Pop (dormendo in una camera iperbarica, apparendo in pubblico indossando una mascherina anti-smog, Bubbles la scimmia [...] quando Jackson risolse un caso di abuso su minori accordandosi extra-giudizialmente, il suo successo commerciale è stato messo in ombra. [...] Il suo matrimonio con Lisa Marie Presley è stato deriso come una trovata pubblicitaria [...]» lasciando poco spazio all'analisi dell'album, concludendo infine: «Proprio come il suo creatore, Invincible si è semplicemente spinto troppo oltre».
Metacritic assegnò al disco il 51% dei gradimenti, basandosi sul giudizio di 19 critici.
Stephen Thomas Erlewine, critico di AllMusic, diede tre stelle su cinque al disco, commentando che Invincible «è il miglior album di Jackson come sonorità dai tempi di Dangerous del 1991». Erlewine, tuttavia, sottolineò che nonostante l'album avesse un buon materiale, non era sufficiente per poter definire Invincible il ritorno di Jackson e che l'artista avrebbe dovuto realizzare «un album dalle sonorità libere».
Anche James Hunter, critico del magazine Rolling Stone, assegnò ad Invincible tre stelle su cinque, facendo notare che le ultime ballate nel disco rendono l'album troppo lungo. Hunter commentò anche che i produttori del disco, Jackson e Riley, hanno reso Invincible «un qualcosa di malleabile, costringendo l'ascoltatore a concentrarsi sul ritmo di brani».
Mark Beaumont di NME diede sei stelle su dieci, commentando: «il disco è un rilevante e ringiovanito album di ritorno». Peter Robinson, sempre di NME, lo descrisse invece come «l'album più importante della sua carriera: o la va o la spacca».
Il critico Robert Christgau valutò l'album con "A-", commentando come spesso le qualità di Jackson come musicista venissero scordate. Il critico affermò inoltre che la canzone The Lost Children, se si teneva conto delle precedenti accuse a Jackson, poteva essere considerata «offensiva» da qualcuno, descrivendo invece le prime tre tracce dell'album come «il Rodney Jerkins dell'anno» mentre 2000 Watts la descrisse ironicamente come «il Teddy Riley degli ultimi cinque anni».
Attraverso un'aspra critica di David Browne, Entertainment Weekly classificò l'album con un "C-" commentando che Invincible era il primo album di Jackson dopo Off the Wall che non offriva virtualmente alcun nuovo filone. Il critico descrisse come nelle 16 canzoni di Invincible vi era «qualcosa per tutti i gusti» ma criticò l'artista per i troppi collaboratori: «sembra essere così privo di fiducia che ha caricato l'album con ogni possibile collaboratore che avesse potuto chiamare» lodando però «i ritmi taglienti e battenti di Jerkins» in Unbreakable e «il coro melodico che risalta» di Heartbreaker.
In Italia Davide Poliani di Rockol dichiarò che l'album ha « sonorità moderne e di sicuro successo» ma aggiunse che, a causa delle collaborazioni con produttori contemporanei «la virata r’n’b di Michael avvicina troppo i nuovi brani di Jackson al pop di Britney Spears e Mariah Carey, lasciando l’inconfondibile voce del nostro in balia di arrangiamenti ipertrofici ad alta tecnologia» e aggiunse «manca quel tocco personale che ha reso unici molti degli album firmati dall’ex Jackson Five».
Poco dopo la pubblicazione dell'album, un sondaggio condotto da Billboard su 5.195 persone ha rilevato che il 79% di esse non era sorpreso che l'album entrò direttamente alla posizione numero uno della classifica Billboard 200. Sempre Billboard ha anche affermato che il 44% dei votanti ritiene che Jackson «era ancora il re del pop». Solo il 12% dei votanti ha affermato di essere sorpreso del debutto di Invincible, in quanto, secondo loro, la carriera di Jackson era in calo.
In un'analisi del 2004, Jon Pareles di Rolling Stone assegnò ad Invincible una sola stella su cinque, scrivendo: «Solo permettendo a se stesso una sola canzone anti-tabloid, Jackson ha provato a suonare il gentile e adorabile amante, concentrandosi sulle ballate. Ma dopo tre decadi nelle quali ha incendiato il mondo, la sua vecchia fiamma è svanita, e tutto ciò che è rimasto è una manovra di calcolo».

### Rivalutazione
Dopo la morte del cantante, l'album venne rivalutato da molti critici e dal pubblico generalista. Nel 2009 venne votato dai lettori di Billboard come "il miglior album del decennio 2000-2010". Nella sua recensione del 2016, per i 15 anni dell'album, il critico Dean Van Nguyen dichiara invece: «Invincible è la patria di alcune delle gemme perdute di Michael Jackson. Una rarità per la cultura pop che vale la pena rivivere. Il guizzo creativo finale di un genio del pop».
In una retrospettiva per i 18 anni dell'album pubblicata nel 2019, il critico Jonathan Harris lo descrisse come un album da rivalutare, ricordando come «il successo sia dell'album che del singolo iniziale (You Rock My World) hanno dimostrato che lo stile iconico e la formula musicale di Jackson erano ancora vitali e commerciabili nel 21º secolo e per un'altra generazione» e concluse affermando «Invincible è un lavoro brillante, con ogni canzone sintonizzata sulla perfezione-pop [...] c'è qualcosa per tutti, indipendentemente dall'epoca o dallo stile che ognuno abbia apprezzato del Re del Pop. Invincible è anche invecchiato abbastanza bene. Jackson saggiamente non si è conformato ai livelli della musica pop al momento della produzione, facendo sì che Invincible sia altrettanto fresco e distintivo come il giorno in cui è stato pubblicato».
Nel 2021, a 20 anni dalla sua pubblicazione, Invincible è stato definito «un testamento artistico con alcuni picchi di assoluto valore» e ancora «un album che contiene ben più della sua giusta dose di momenti stellari che ti ricordano quanto fosse dotato Jackson come cantante e cantautore; a conti fatti, Invincible è un album che vale la pena rivisitare».

## Tracce
1. Unbreakable – 6:26 (Michael Jackson, Rodney Jerkins, Christopher Wallace, Fred Jerkins III, LaShawn Daniels, Nora Payne, Robert Smith)
2. Heartbreaker – 5:09 (Michael Jackson, Rodney Jerkins, Fred Jerkins III, LaShawn Daniels, Mischke, Norman Gregg)
3. Invincible – 4:46 (Michael Jackson, Rodney Jerkins, Fred Jerkins III, LaShawn Daniels, Norman Gregg)
4. Break of Dawn – 5:32 (Michael Jackson, Dr. Freeze)
5. Heaven Can Wait – 4:49 (Michael Jackson, Teddy Riley, Andreao Heard, Nate Smith, Teron Beal, Eritza Laues, Kenny Quiller)
6. You Rock My World – 5:39 (Michael Jackson, Rodney Jerkins, Fred Jerkins III, LaShawn Daniels, Nora Payne)
7. Butterflies – 4:40 (Michael Jackson, Andre Harris, Marsha Ambrosius)
8. Speechless – 3:18 (Michael Jackson)
9. 2000 Watts – 4:24 (Michael Jackson, Teddy Riley, Tyrese Gibson, JaRon Henson)
10. You Are My Life – 4:33 (Michael Jackson, Babyface, Carole Bayer Sager, John McClain)
11. Privacy – 5:05 (Michael Jackson, Rodney Jerkins, Fred Jerkins III, LaShawn Daniels, Bernard Bell)
12. Don't Walk Away – 4:24 (Michael Jackson, Teddy Riley, Richard Carlton Stites, Reed Vertelney)
13. Cry – 5:00 (R. Kelly)
14. The Lost Children – 4:00 (Michael Jackson)
15. Whatever Happens – 4:56 (Michael Jackson, Teddy Riley, Gil Cang, Jasmine Quay, Geoffrey Williams)
16. Threatened – 4:18 (Michael Jackson, Rodney Jerkins, Fred Jerkins III, LaShawn Daniels, Robert Smith)

Durata totale: 76:59

## Out-takes
Grazie al fatto che molti titoli di canzoni inedite sono state depositate presso gli uffici per i diritti d'autore in USA e grazie al libro Michael Jackson For The Record (2007, New Generation Publishing, ISBN 978-0-7552-0267-6) è possibile ottenere una lista parziale di alcune canzoni scartate dalla track-list finale dell'album Invincible (tra parentesi è specificato se sono state in seguito pubblicate in raccolte, album postumi o trapelate in rete):
- 4 Tribes
- A Deeper Love
- A Place With No Name (ispirata dal brano A Horse with No Name degli America) (inserita sia come demo che come "versione 2014" nel secondo album postumo Xscape)
- (I Can't Make It) Another Day (feat. Lenny Kravitz) (inserita nel 2010 nel primo album postumo Michael)
- Beautiful Girl (Demo) (inserita nel 2004 nella raccolta Michael Jackson: The Ultimate Collection)
- Belong 2
- Be Me 4 A Day
- Bio
- Blue Gangsta (inserita sia come demo che come "versione 2014" nel secondo album postumo Xscape)
- Butterflies (Track Masters Mix feat. Eve) (trapelata in rete)
- Can't Stop Me Now
- Children's Holiday (pubblicata nel 1998 la versione cantata dai J-Friends. La versione strumentale, contenente anche i beatbox di Jackson, è trapelata in rete)
- Color of My Soul
- Crush (feat. Lenny Kravitz)
- Do You Love Me
- Do You Want Me
- Dreams
- Easy
- Ekam Satyam (The One Truth) (feat. A. R. Rahman)
- Fall Again (Demo) (inserita nel 2004 nella raccolta Michael Jackson: The Ultimate Collection)
- Get Around
- Get Your Weight Off Of Me (trapelata in rete il 22 agosto 2023)
- House of Style
- In The Back (inserita nel 2004 nella raccolta Michael Jackson: The Ultimate Collection)
- I Don't Live Here Anymore
- I Have This Dream (Demo) (trapelata in rete)
- In The Valley
- Jungle City (parte della writers demo è trapelata online)
- Kick It
- Make Or Break
- Maybe We Can Do It (feat. P. Diddy)
- Michael's Affirmation/Photographs (uno snippet è trapelato online ad agosto 2023)
- Monster (da non confondere con l'omonima pubblicata in Michael nel 2010, poi rimossa)
- On My Anger
- On the Rain
- People of the World (Demo) (trapelata in rete, scritta e registrata durante le prime sessioni di Invincible (1998-1999) ma prodotta per i J-Friends)
- Pressure
- Revolution
- Saved By The Bell
- Seeing Voices (feat. Ray Charles Choir) (trapelata in rete)
- She Was Lovin' Me (Chicago) (Inserita sia come demo che come "versione 2014" nel secondo album postumo Xscape)
- She's Only Fifteen (prima versione di Hollywood Tonight) (trapelata in rete)
- Shout (In origine doveva far parte dell'album, ma venne sostituita all'ultimo momento da You Are My Life. Inserita nel CD singolo di Cry, secondo singolo estratto dall'album Invincible)
- Soldier's Entrance
- Stop the War
- Thank Heaven
- That
- That Kind Of Lover
- The Gloved One
- The Nightmare of Edgar Allan Poe
- (I Like) the Way You Love Me (pubblicata in versione demo nel 2004 in The Ultimate Collection, modificata nel 2008 e pubblicata nell'album postumo Michael nel 2010)
- The Pain
- The World Is No Church
- This Is Our Time (feat. Lauryn Hill)
- This Is Our Time
- To The World
- Tubeway
- Vibrationist
- We Be Ballin' (feat. Ice Cube e Shaquille O'Neal) (trapelata in rete)
- We've Had Enough (inserita nel 2004 nella raccolta The Ultimate Collection)
- What's a Guy Gotta Do
- What You Do to Me
- Xscape (inserita sia come demo che come "versione 2014" nel secondo album postumo Xscape)
- You Ain't Gonna Change Nothing
- You Are a Liar
- You Rock My World (remix) (feat. Jay-Z) (trapelata in rete)

## Classifiche
| Classifica (2001/02)      | Posizione massima |
| ------------------------- | ----------------- |
| Australia                 | 1                 |
| Austria                   | 2                 |
| Belgio (Fiandre)          | 2                 |
| Belgio (Vallonia)         | 2                 |
| Canada                    | 3                 |
| Danimarca                 | 1                 |
| Finlandia                 | 7                 |
| Francia                   | 1                 |
| Germania                  | 1                 |
| Italia                    | 2                 |
| Nuova Zelanda             | 4                 |
| Norvegia                  | 1                 |
| Polonia                   | 5                 |
| Portogallo                | 8                 |
| Regno Unito               | 1                 |
| Stati Uniti               | 1                 |
| Stati Uniti (R&B/hip-hop) | 1                 |
| Svezia                    | 1                 |
| Svizzera                  | 1                 |

| Classifica (2009) | Posizione massima |
| ----------------- | ----------------- |
| Australia         | 37                |
| Francia           | 7                 |
| Italia            | 18                |
| Messico           | 29                |
| Polonia           | 32                |
| Svizzera          | 84                |